# Sportjahr 1948
Liste der Sportjahre

◄◄ | ◄ | 1944 | 1945 | 1946 | 1947 | Sportjahr 1948 | 1949 | 1950 | 1951 | 1952 | ► | ►►

Weitere Ereignisse   · Olympische Spiele · Olympische Winterspiele

## Badminton
Höhepunkte des Badmintonjahres 1948 waren die All England, die Denmark Open, die Irish Open, die Scottish Open und die French Open. In Neuseeland wurden erstmals nach dem Zweiten Weltkrieg wieder nationale Titelkämpfe ausgetragen.

### Internationale Veranstaltungen
| Veranstaltung | Herreneinzel   | Dameneinzel       | Herrendoppel                        | Damendoppel                  | Mixed                          |
| ------------- | -------------- | ----------------- | ----------------------------------- | ---------------------------- | ------------------------------ |
| All England   | Jørn Skaarup   | Kirsten Thorndahl | Preben Dabelsteen Børge Frederiksen | Tonny Ahm Kirsten Thorndahl  | Jørn Skaarup Kirsten Thorndahl |
| Denmark Open  | Jørn Skaarup   | Tonny Ahm         | Børge Frederiksen Tage Madsen       | Tonny Ahm Kirsten Thorndahl  | Tage Madsen Kirsten Thorndahl  |
| French Open   | Palle Granlund | Mavis Henderson   | Niels Graeffe Bent Palling          | Mavis Henderson Audrey Stone | A. J. Hone Mavis Henderson     |
| Malaysia Open | Ooi Teik Hock  | Helen Heng        | Ooi Teik Hock Tan Kin Hong          | Alice Pennefather Helen Heng | Chan Kon Leong Lee Keng Sim    |

## Boxen
- Bei den Olympischen Sommerspielen 1948 in London wurden acht Goldmedaillen vergeben. Die Olympiasieger waren Pascual Pérez aus Argentinien (Fliegengewicht), Tibor Csík aus Ungarn (Bantamgewicht), Ernesto Formenti aus Italien (Federgewicht), Gerald Dreyer aus Südafrika (Leichtgewicht), Július Torma aus der Tschechoslowakei (Weltergewicht), László Papp aus Ungarn (Mittelgewicht), George Hunter aus Südafrika (Halbschwergewicht) und Rafael Iglesias aus Argentinien (Schwergewicht).
- Am 31. Oktober 1948 bestritt Max Schmeling in Berlin gegen den Hamburger Richard Vogt seinen letzten Kampf, den er nach Punkten verlor.

## Fußball
- 8. August 1948: Der 1. FC Nürnberg wurde Deutscher Fußballmeister der Saison 1947/48. Er besiegte im Müngersdorfer Stadion den 1. FC Kaiserslautern im Endspiel mit 2:1.
- 10. Oktober: Es fanden drei Begegnungen zwischen Stadtauswahlmannschaften aus Deutschland und der Schweiz statt. Es waren die ersten Aufeinandertreffen von deutschen Fußballern mit ausländischen Mannschaften nach dem Zweiten Weltkrieg. Die Spiele fanden trotz eines Verbots von Seiten der FIFA statt. Im Neckarstadion in Stuttgart spielte eine Stuttgarter Stadtauswahl gegen eine Stadtauswahl aus Zürich, in Karlsruhe eine Stadtauswahl aus Karlsruhe gegen eine aus Basel und in München eine Münchner Stadtauswahl gegen eine aus St. Gallen. In Stuttgart schlug im Vorspiel eine Zürcher Studentenauswahl eine Studentenauswahl aus Stuttgart mit 4:1 (2:1). Ergebnisse: Stuttgart-Zürich 6:1, München-St. Gallen 4:0, Karlsruhe-Basel 1:0.[1][2]
- Am 16. Oktober 1948 fand in Nürnberg vor 45.000 Zuschauern das Spiel Süddeutschland – Norddeutschland statt. Es endete 1:1.

## Leichtathletik
- 17. April – Charles Fonville, USA, stieß im Kugelstoßen der Herren 17,68 m.
- 10. Juni – Adolfo Consolini, Italien, erreichte im Diskuswurf der Herren 55,33 m.
- 2. Juli – Herb McKenley, Jamaika, lief die 400 Meter der Herren in 45,9 s.
- 4. August – Tatjana Sewrjukowa, Sowjetunion, stieß im Kugelstoßen der Damen 14,59 m.
- 8. August – Nina Dumbadze, Sowjetunion, warf im Diskuswurf der Damen 53,25 m.
- 14. August – Imre Németh, Ungarn, erreichte im Hammerwurf der Herren 59,02 m.
- 7. September – Nina Dumbadze, Sowjetunion, erreichte im Diskuswurf der Damen 53,25 m.
- 12. September – Herma Bauma, Österreich erreichte im Speerwurf der Damen 48,63 m.
- 10. Oktober – Adolfo Consolini, Italien, warf den Diskus in der Disziplin der Herren 55,33 m.
- 16. Oktober – Charles Fonville, USA, erreichte im Kugelstoßen der Herren 17,68 m.

## Motorsport

### Automobilsport
- 16. Mai: Giuseppe Farina gewinnt mit einem Maserati 4CL (T) auf dem Circuit de Monaco in Monaco den Grossen Preis von Monaco.
- 4. Juli: Carlo Felice Trossi gewinnt mit einem Alfa Romeo 158 auf der Bremgarten-Rundstrecke in Bremgarten bei Bern den Grossen Preis der Schweiz.
- 18. Juli: Jean-Pierre Wimille gewinnt mit einem Alfa Romeo 158 auf dem Circuit de Reims-Gueux den Grossen Preis von Frankreich.
- 5. September: Jean-Pierre Wimille gewinnt mit einem Alfa Romeo 158 auf einer temporären Rennstrecke im Valentino-Park von Turin den Grossen Preis von Italien.
- 2. Oktober: Luigi Villoresi gewinnt mit einem Maserati 4CLT/48 der Scuderia Ambrosiana auf  der Flughafenstrecke von Silverstone den Grosser Preis des Royal Automobile Club.
- 17. Oktober: Jean-Pierre Wimille gewann mit einem Alfa Romeo den Gran Premio di Monza. Es war der letzte Sieg Wimilles der im Januar 1949 in Argentinien starb.

### Motorradsport

#### Motorrad-Europameisterschaft
- Bei der auf dem Clady Circuit in Nordirland ausgetragenen Motorrad-Europameisterschaft gewinnt der Brite Maurice Cann auf Moto Guzzi vor den beiden nordirischen Excelsior-Piloten Jock McCredie und Harold Kirby den Titel in der 250-cm³-Klasse.
- Bei den 350ern siegt der britische Velocette-Werksfahrer Freddie Frith vor seinen Markenkollegen und Landsleuten Ken Bills und Frank Fry.
- In der Halbliterklasse siegt der Italiener Enrico Lorenzetti auf Moto Guzzi vor den beiden Briten Johnny Lockett (Norton) und Leslie Graham (A.J.S.).

#### Deutsche Motorrad-Straßenmeisterschaft
- Deutsche Meister werden Carl Döring (DKW, 125 cm³), Hermann Paul Müller (DKW, 250 cm³), Wilhelm Herz (NSU, 350 cm³), Georg Meier (BMW, 500 cm³), Hermann Böhm / Karl Fuchs (NSU, Gespanne 600 cm³) und Sepp Müller / Karl Fuchs bzw. Karl Rührschneck (BMW, Gespanne 1000 cm³).

#### 23. Internationale Sechstagefahrt in Sanremo
- Der Motorrad-Geländesportwettbewerb fand vom 14. bis 19. September 1948 im italienischen Sanremo und den Ligurischen Alpen statt. Die Nationalmannschaft des Vereinigten Königreichs gewann zum zwölften Mal die World Trophy. Die Mannschaften Österreichs, der Tschechoslowakei und Italiens erreichten die Plätze zwei bis vier. Den zweiten Wettbewerb, die Silbervase, gewann zum neunten Mal ebenso die britische Nationalmannschaft. Hier belegten die Mannschaften der Tschechoslowakei und der Niederlande die Plätze zwei und drei.

## Pferdesport
- Der Jockey Erich Boehlke gewinnt auf Birkhahn das Deutsche Derby auf der Galopprennbahn Hamburg-Horn.

## Schwimmen
- 19. Oktober: Der Niederländer Bob Bonte schwamm in Amsterdam neue Weltrekordzeiten über 400 m Brust (5:40,2 min) und 500 m Brust (7:10,2 min). Vorheriger Weltrekordhalter auf beiden Strecken war der Deutsche Arthur Heina.

## Wahl zum Sportler des Jahres 1948 in Deutschland
127 Sportreporter aus allen vier Zonen Deutschlands wählten in Stuttgart den deutschen Sportler des Jahres 1948.
1. Gottfried von Cramm
2. Hein ten Hoff
3. Fritz Walter
4. Georg Meier
5. Gerd Luther, Deutscher Zehn- und Fünfkampfmeister

Unter die ersten Zehn wurden mit Annemarie Buchner-Fischer, der besten Abfahrtsläuferin Deutschlands, und Lena Stumpf zwei Frauen gewählt.

## Tennis
- Bei den Australian Championships 1948 gewann der Australier Adrian Quist das Herrenfinale gegen den Australier John Bromwich mit 6:4, 3:6, 6:3, 2:6, 6:3. Im Damenfinale gewann die Australierin Nancye Bolton im Damenfinale mit  6:3, 6;1 gegen die Australierin  M. Toomey.
- Robert Falkenburg gewann das Herrenfinale der Wimbledon Championships in London gegen den Australier John Bromwich mit 7:5, 0:6, 6:2, 3:6, 7:5. Im Damenfinale gewann Louise Brough mit  6:3, 8:6 gegen Doris Hart.
- Jean Borotra gewann gegen Geoff Paish mit 6:3, 6:3, 6:2 das Herrenfinale der englischen Hallentennismeisterschaft. Das Damenfinale gewann Gem Hoahing gegen Joan Curry mit 1:6, 6:3, 6:3.
- Jaroslav Drobný gewann die Panamerikanischen Tennismeisterschaften in Mexiko-Stadt gegen den Südafrikaner Eric Sturgess  mit 9:7, 6:0, 6:3. Im Doppelfinale unterlagen die beiden den US-Amerikanern Pancho Gonzales und Frank Parker. Im Dameneinzelfinale besiegte die Südafrikanerin Sheila Summers die US-Amerikanerin Dorothy Head mit 11:9, 6:2.

## Tischtennis
- Tischtennisweltmeisterschaft 1948  4. bis 11. Februar in London/Wembley (England)

## Geboren

### Januar
- 01. Januar: Heinz Blasey, deutscher Fußballspieler
- 01. Januar: Michail Peunow, sowjetisch-russischer Bogenschütze
- 03. Januar: Manfred Kokot, deutscher Leichtathlet
- 10. Januar: Bernard Thévenet, französischer Radrennfahrer
- 11. Januar: Wajima Hiroshi, japanischer Sumo-Ringer und 54. Yokozuna († 2018)
- 11. Januar: Madeline Manning, US-amerikanische Leichtathletin und Olympiasiegerin
- 14. Januar: Walerij Charlamow, russischer Eishockeyspieler († 1981)
- 14. Januar: Jean-Paul Rostagni, französischer Fußballspieler
- 14. Januar: Gian Piero Ventura, italienischer Fußballspieler und -trainer
- 14. Januar: Carl Weathers, US-amerikanischer Schauspieler und American-Football-Spieler († 2024)
- 19. Januar: Szvetiszláv Sasics, ungarischer Pentathlet († 2025)
- 25. Januar: Göran Åberg, schwedischer Fußballspieler und -trainer († 2001)
- 28. Januar: Heinz Flohe, deutscher Fußballspieler († 2013)
- 28. Januar: Werner Klemm, deutscher Fußballspieler

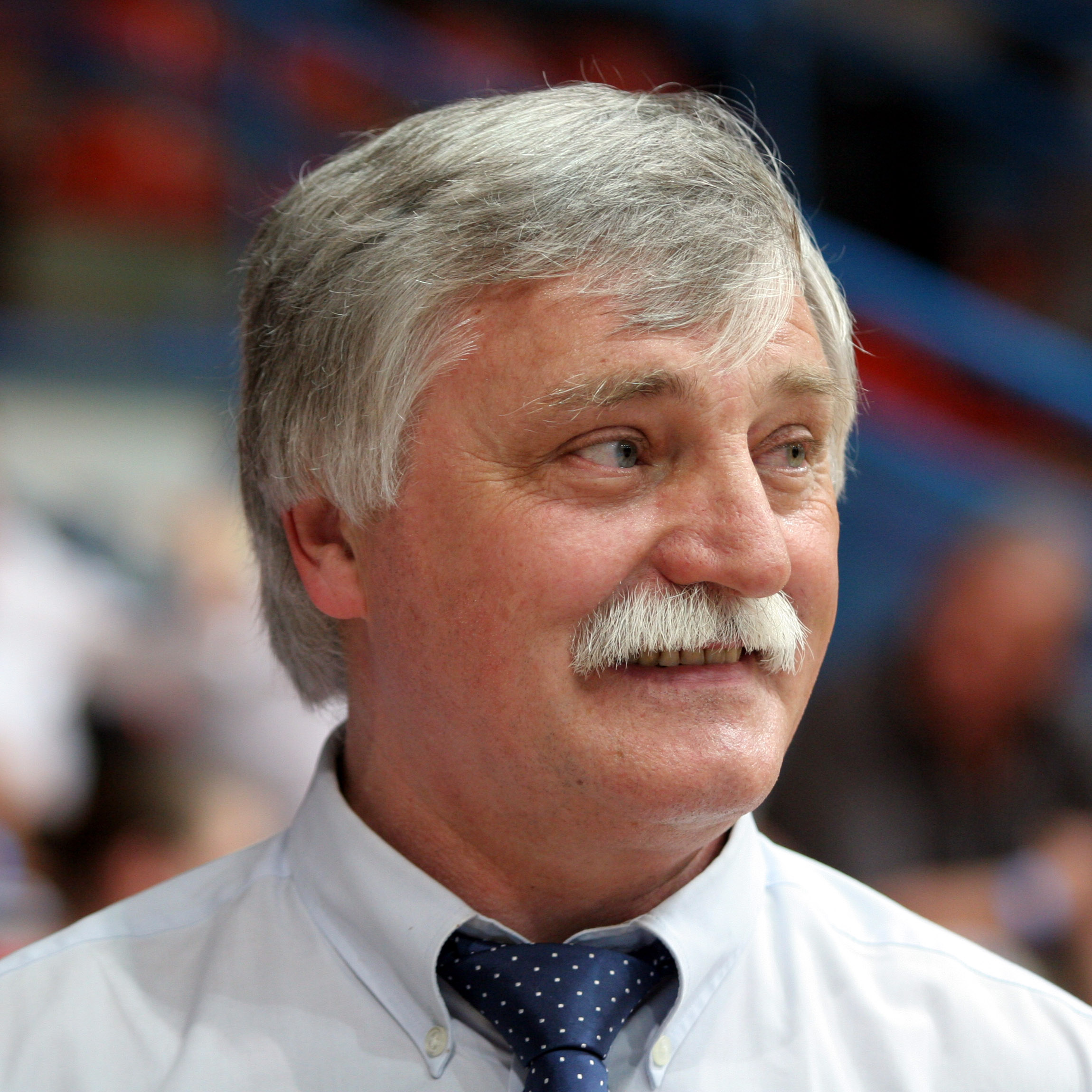
Manfred Hofmann

- 30. Januar: Manfred Hofmann, deutscher Handballtorwart
- 31. Januar: Per Bjørang, norwegischer Eisschnellläufer
- 31. Januar: Volkmar Groß, deutscher Fußballtorhüter († 2014)
- 31. Januar: Bobby Windsor, walisischer Rugbyspieler

### Februar

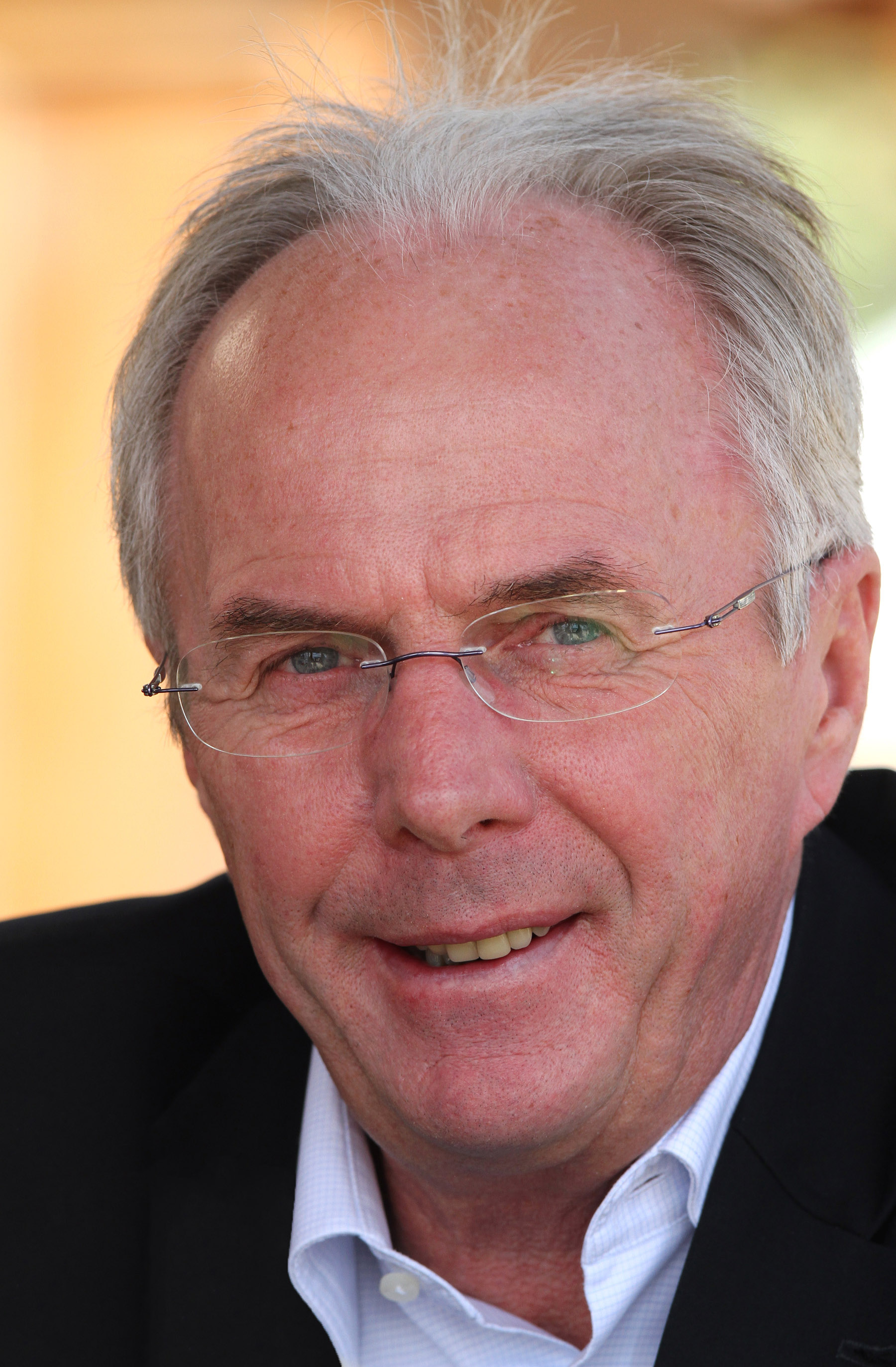
Sven-Göran Eriksson

- 01. Februar: Waltraud Kretzschmar, deutsche Handballspielerin († 2018)
- 02. Februar: Roger Williamson, britischer Automobilrennfahrer († 1973)
- 03. Februar: János Drapál, ungarischer Motorradrennfahrer († 1985)
- 03. Februar: Gennadi Moissejew, sowjetischer Motocrossfahrer († 2017)
- 05. Februar: Sven-Göran Eriksson, schwedischer Fußballtrainer († 2024)
- 11. Februar: Gerhard Wucherer, deutscher Leichtathlet
- 12. Februar: Bernd Franke, deutscher Fußballspieler
- 13. Februar: Jim Crawford, britischer Automobilrennfahrer († 2002)
- 21. Februar: Elmar Müller, deutscher Fußballtrainer
- 24. Februar: Luis Galván, argentinischer Fußballspieler († 2025)
- 24. Februar: Walter Smith, schottischer Fußballspieler und -trainer († 2021)
- 25. Februar: Erwin Staudt, deutscher Fußballfunktionär
- 26. Februar: Sergei Saweljew, russischer Skilangläufer und Olympiasieger († 2005)
- 27. Februar: Helmut Nerlinger, deutscher Fußballspieler

### März
- 01. März: Herwig Ahrendsen, deutscher Handballspieler
- 07. März: Schamil Tarpischtschew, sowjetisch-russischer Tennisspieler und Sportfunktionär
- 09. März: Franz Wagner, deutscher Handballspieler
- 14. März: Bernd Stange, deutscher Fußballtrainer
- 15. März: Lewan Tediaschwili, sowjetischer Ringer und späterer georgischer Politiker († 2024)
- 16. März: Tatjana Lematschko, bulgarisch-schweizerische Schachspielerin russischer Herkunft († 2020)
- 16. März: Erich Miß, deutscher Fußballspieler
- 20. März: Bobby Orr, kanadischer Eishockeyspieler
- 22. März: Bernard Dietz, deutscher Fußballspieler
- 22. März: Per Stureson, schwedischer Rennfahrer
- 24. März: Volker Finke, deutscher Fußballtrainer
- 24. März: Delio Onnis, argentinischer Fußballspieler
- 26. März: Peter Neumann, deutscher Motorradrennfahrer
- 28. März: Trina Hosmer, US-amerikanische Skilangläuferin
- 30. März: Eddie Jordan OBE, irischer Automobilrennfahrer, Motorsportmanager und Formel-1-Teambesitzer († 2025)
- 31. März: Natalja Dubowa, russische Eiskunstlauftrainerin

### April

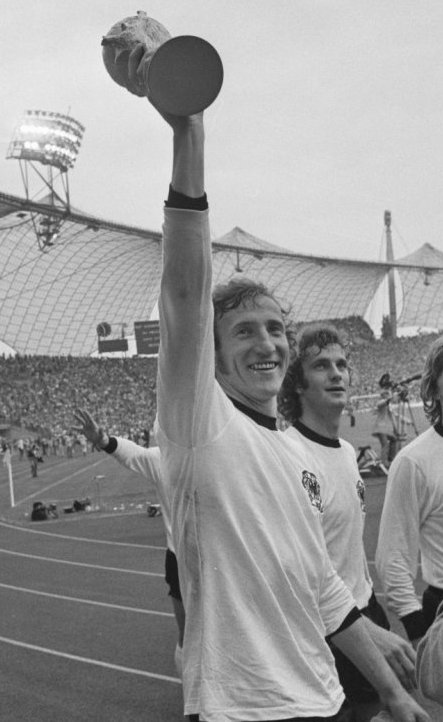
Georg Schwarzenbeck

- 01. April: J. J. Williams, walisischer Rugbyspieler († 2020)
- 03. April: Georg Schwarzenbeck, deutscher Fußballspieler
- 07. April: Pietro Anastasi, italienischer Fußballspieler († 2020)
- 10. April: Mel Blount, US-amerikanischer American-Football-Spieler
- 12. April: Juan Manuel Álvarez Álvarez, mexikanischer Fußballspieler, -trainer und -funktionär († 2025)
- 12. April: Marcello Lippi, italienischer Fußballspieler und -trainer
- 16. April: John Fitzgerald, US-amerikanischer American-Football-Spieler
- 18. April: Richard Peterkin, lucianischer Sportfunktionär
- 20. April: Juan Ramón Martínez, salvadorianischer Fußballspieler († 2024)
- 22. April: Jewgenij Arschanow, sowjetischer Mittelstreckenläufer
- 27. April: Yves Courage, französischer Automobilrennfahrer und Rennstallbesitzer
- 27. April: Josef Hickersberger, österreichischer Fußballspieler und -trainer

### Mai
- 04. Mai: Hurley Haywood, US-amerikanischer Automobilrennfahrer
- 04. Mai: Walter Tresch, Schweizer Skirennfahrer
- 06. Mai: Servilio de Oliveira, brasilianischer Boxer
- 07. Mai: Michel Dubois, französischer Automobilrennfahrer († 2006)
- 08. Mai: Norbert Nigbur, deutscher Fußballspieler
- 15. Mai: Peter Hussing, deutscher Schwergewichtsboxer († 2012)
- 17. Mai: Horst Köppel, deutscher Fußballspieler und -trainer
- 17. Mai: Pat Toomay, US-amerikanischer American-Football-Spieler und Schriftsteller
- 20. Mai: Alexander Timoschinin, sowjetisch-russischer Ruderer und Olympiasieger († 2021)
- 21. Mai: Günter Zöller, deutscher Eiskunstläufer
- 27. Mai: Thomas Ahrens, deutscher Steuermann im Rudersport
- 27. Mai: Frédéric Dor, französischer Automobilrennfahrer
- 27. Mai: Dušan Moravčík, tschechischer Hindernisläufer

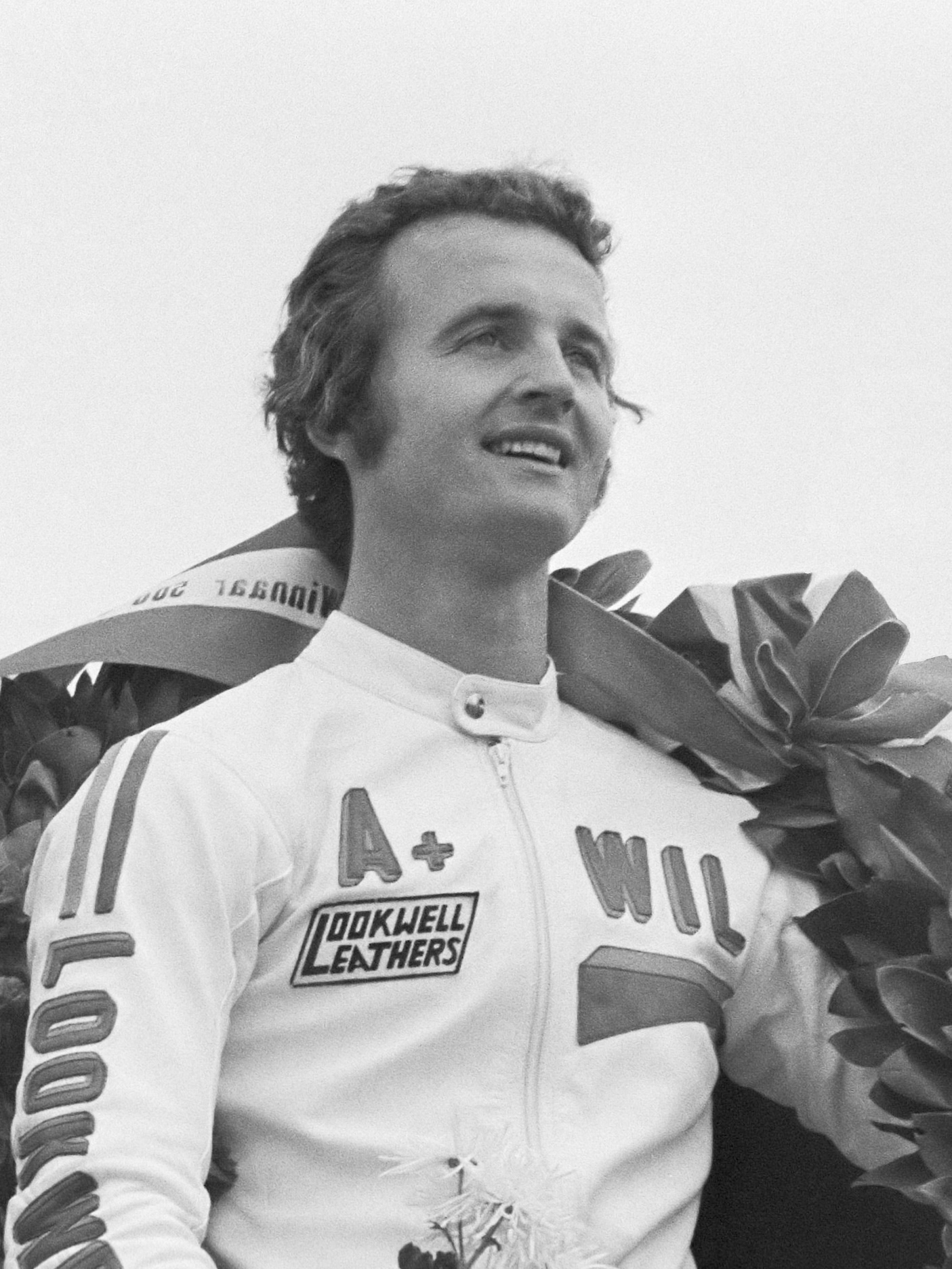
Wil Hartog

- 28. Mai: Wil Hartog, niederländischer Motorradrennfahrer und Unternehmer
- 29. Mai: Günter Sebert, deutscher Fußballspieler und -trainer
- 31. Mai: Otto Altenbach, deutscher Automobilrennfahrer

### Juni
- 04. Juni: Ernst Abbé, deutscher Fußballspieler
- 04. Juni: Jürgen Sparwasser, deutscher Fußballspieler und -trainer Jürgen Sparwasser

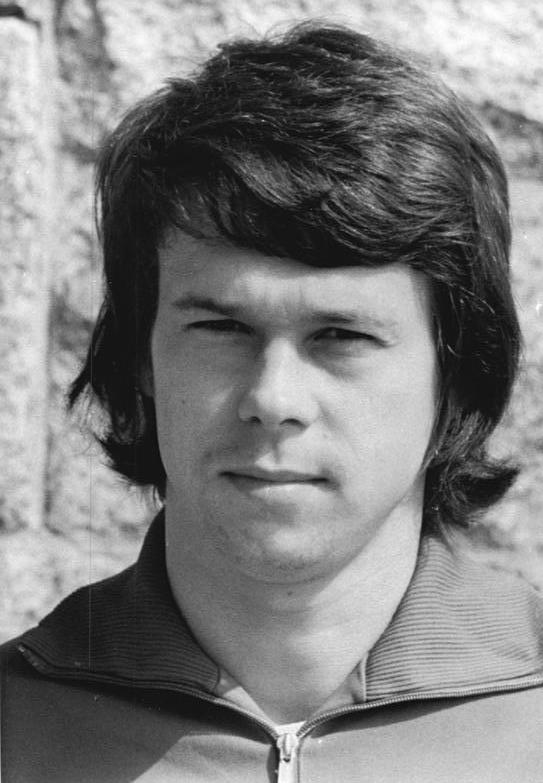
Jürgen Sparwasser

- 06. Juni: Wladimir Schadrin, sowjetisch-russischer Eishockeyspieler († 2021)
- 12. Juni: Hans Binder, österreichischer Automobilrennfahrer
- 15. Juni: Doris Papperitz, deutsche Sportjournalistin
- 16. Juni: Klaus Kater, deutscher Handballtorwart
- 17. Juni: Alpo Suhonen, finnischer Eishockeytrainer und Theaterdirektor
- 19. Juni: Erik Schinegger, österreichische(r) Skirennläufer(in)
- 21. Juni: Jovan Aćimović, jugoslawischer Fußballspieler
- 21. Juni: Wolfgang Seel, deutscher Fußballspieler
- 24. Juni: Werner Roth, deutscher Fußballspieler
- 28. Juni: Ellen Wellmann, deutsche Leichtathletin
- 30. Juni: Dag Fornæss, norwegischer Eisschnellläufer

### Juli
- 01. Juli: Katja Ebbinghaus, deutsche Tennisspielerin
- 04. Juli: René Arnoux, französischer Automobilrennfahrer
- 04. Juli: Éliane Jacq, französische Sprinterin († 2011)
- 16. Juli: Lars Lagerbäck, schwedischer Fußballtrainer
- 16. Juli: Bob Murray, kanadischer Eishockeyspieler
- 19. Juli: Atilio Ancheta, uruguayischer Fußballspieler
- 19. Juli: Jobst Hirscht, deutscher Leichtathlet
- 20. Juli: Norbert Johannsen, deutscher Fußballspieler
- 21. Juli: Jacques Vergnes, französischer Fußballspieler († 2025)
- 22. Juli: Frieder Andrich, deutscher Fußballspieler
- 24. Juli: Jürgen Hildebrand, deutscher Handballtrainer und Handballspieler
- 25. Juli: Uwe Genat, deutscher Fußballspieler
- 26. Juli: Norair Nurikjan, bulgarischer Gewichtheber und Olympiasieger († 2025)
- 27. Juli: Peggy Fleming, US-amerikanische Eiskunstläuferin und Olympiasiegerin 1968
- 28. Juli: Ruud Geels, niederländischer Fußballspieler († 2023)

### August
- 02. August: Borivoje Đorđević, jugoslawischer Fußballspieler
- 05. August: Ray Clemence, englischer Fußballspieler († 2020)
- 06. August: Mykola Awilow, sowjetischer Mehrkämpfer und Olympiasieger
- 07. August: Greg Chappell, australischer Cricketspieler
- 07. August: Walter Schmidt, deutscher Leichtathlet
- 09. August: Roland Lowinger, deutscher Karateka und Sportfunktionär
- 10. August: Pál Gerevich, ungarischer Fechter
- 19. August: Luisa Fuentes, peruanische Volleyballspielerin († 2025)
- 20. August: Bernhard Russi, Schweizer Schirennläufer, Olympiasieger
- 26. August: Gertrud Gabl, österreichische Skirennläuferin († 1976)
- 30. August: Dragoslav Stepanović, serbischer Fußballtrainer

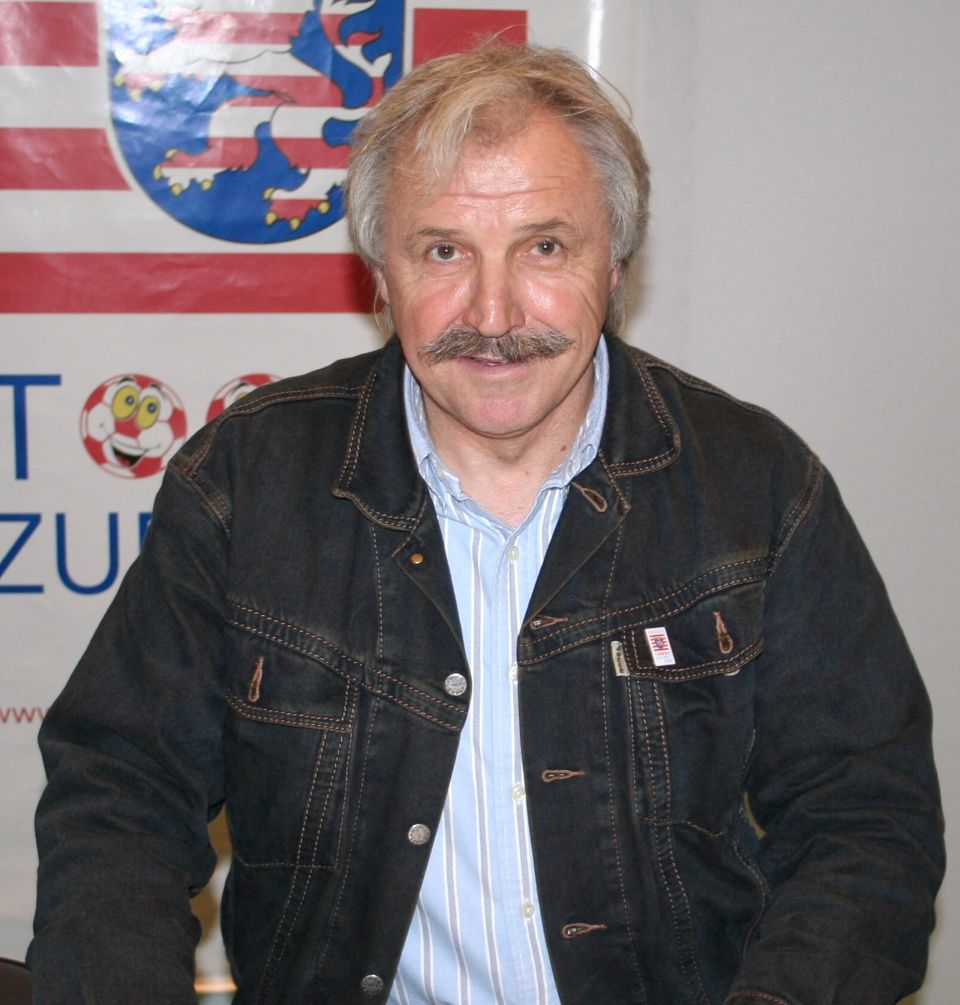
Dragoslav Stepanović

- 31. August: Harald Ertl, österreichisch-deutscher Automobilrennfahrer († 1982)
- 31. August: Holger Osieck, deutscher Fußballtrainer und -funktionär

### September
- 01. September: Hans Engel, deutscher Handballspieler
- 02. September: Nate Archibald, US-amerikanischer Basketballspieler
- 03. September: Heiner Möller, deutscher Handballspieler
- 05. September: İsmail Arca, türkischer Fußballspieler und -trainer
- 06. September: Pedro María Artola, spanischer Fußballspieler
- 06. September: Werner Schwärzel, deutscher Motorradrennfahrer
- 08. September: Jean-Pierre Monseré, belgischer Radrennfahrer († 1971)
- 10. September: Bob Lanier, US-amerikanischer Basketballspieler († 2022)
- 11. September: Flemming Hansen, dänischer Handballspieler († 2013)
- 14. September: Robert Taylor, US-amerikanischer Sprinter und Olympiasieger († 2007)
- 16. September: Takashi Suzuki, japanischer Automobilrennfahrer
- 19. September: Julius Sang, kenianischer Leichtathlet und Olympiasieger († 2004)
- 20. September: Casey Bahr, US-amerikanischer Fußballspieler
- 23. September: Vera Nikolić, serbische Leichtathletin († 2021) Vera Nikolić

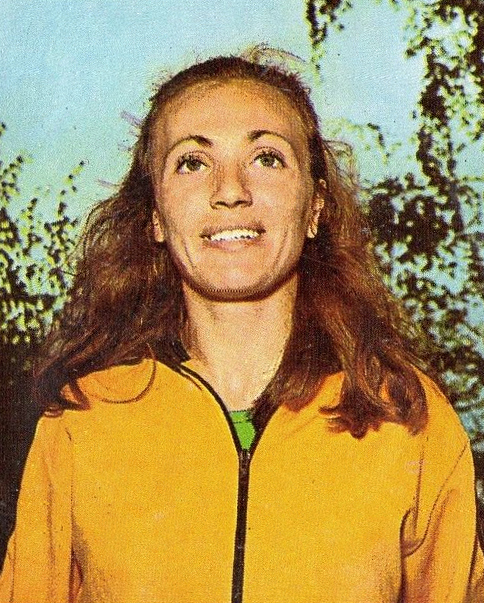
Vera Nikolić

- 25. September: Ștefan Birtalan, rumänischer Handballspieler und -trainer († 2024)
- 29. September: Wiktor Krowopuskow, sowjetischer Säbel-Fechter und vierfacher Olympiasieger

### Oktober
- 02. Oktober: Jochen Sachse, deutscher Leichtathlet
- 08. Oktober: Wilfried Ahnefeld, deutscher Fußballspieler
- 08. Oktober: Jon Ekerold, südafrikanischer Motorradrennfahrer
- 12. Oktober: Jack Dolbin, US-amerikanischer American-Football-Spieler († 2019)
- 13. Oktober: Nina Rotschewa, sowjetische Skilangläuferin († 2022)
- 20. Oktober: Helmut Achatz, deutscher Fußballspieler
- 20. Oktober: Andrej Suraikin, russischer Eiskunstläufer († 1996)
- 22. Oktober: Andy Holden, britischer Hindernis- und Crossläufer († 2014)
- 23. Oktober: Gerd Niebaum, deutscher Fußballfunktionär
- 25. Oktober: Dave Cowens, US-amerikanischer Basketballspieler
- 25. Oktober: Werner Fuchs, deutscher Fußballspieler und -trainer († 1999)
- 25. Oktober: Joan Jones, australische Badmintonspielerin
- 26. Oktober: John Morrison, britischer Automobilrennfahrer
- 30. Oktober: Günter Schweikardt, deutscher Handballspieler, -trainer und -manager

### November

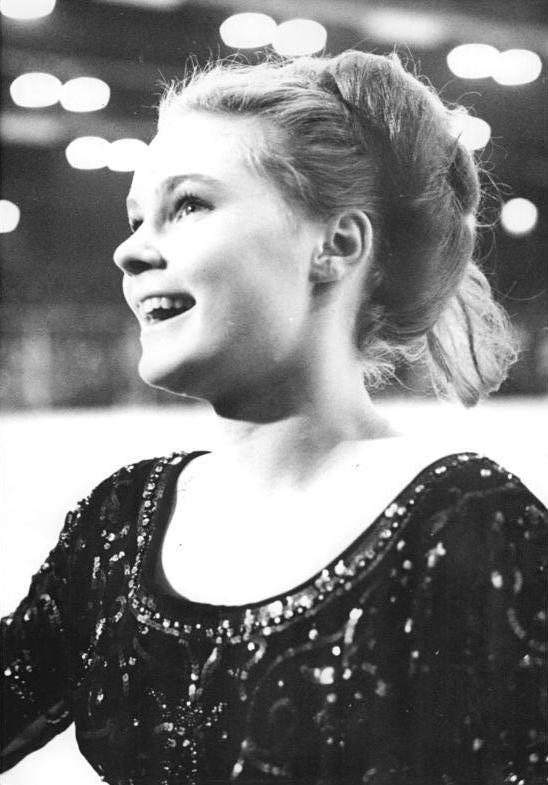
Gabriele Seyfert

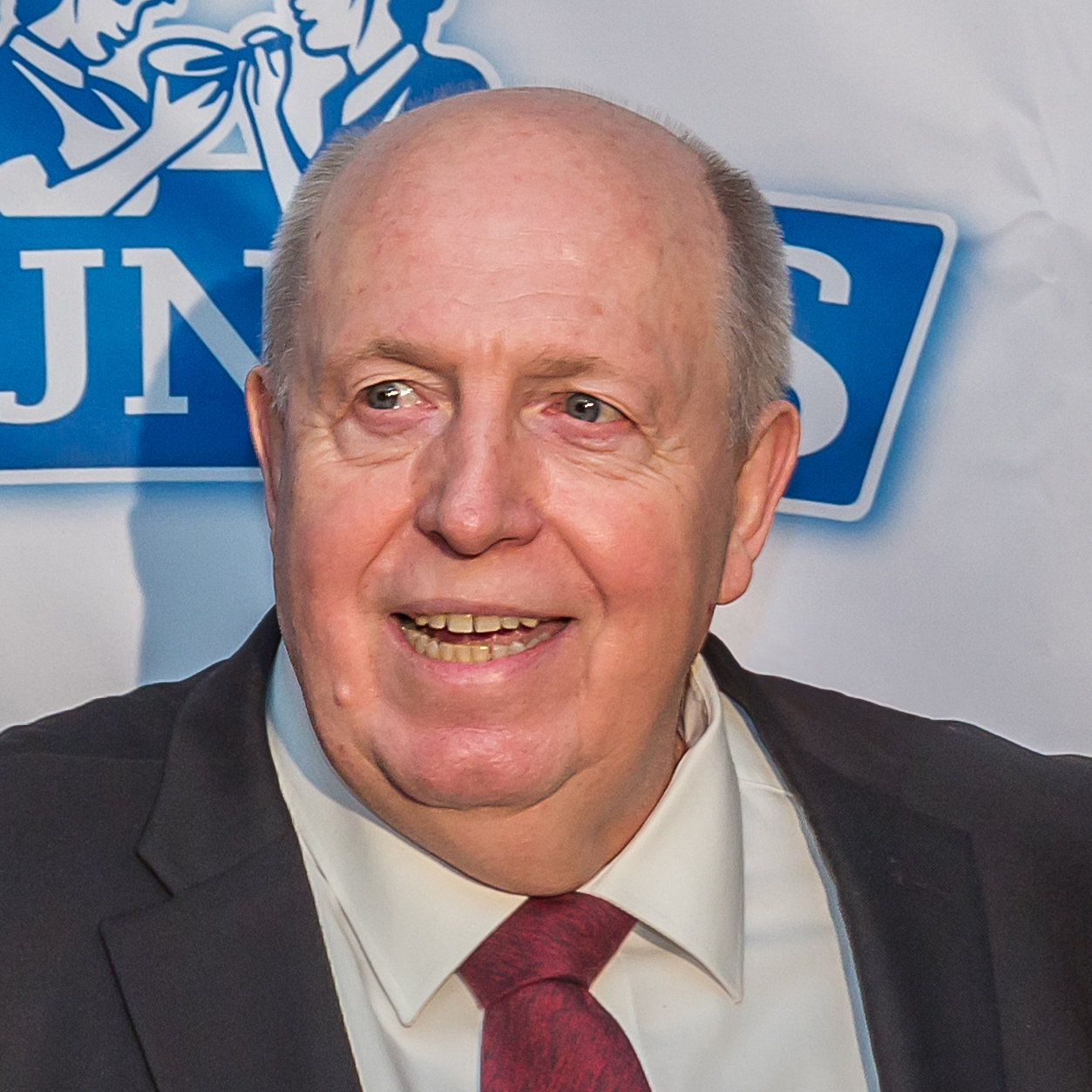
Reiner Calmund

- 01. November: Hans Aabech, dänischer Fußballspieler († 2018)
- 03. November: Helmut Koinigg, österreichischer Rennfahrer († 1974)
- 05. November: Britt Lafforgue, französische Skirennläuferin
- 05. November: Ingrid Lafforgue, französische Skirennläuferin
- 06. November: Robert Hübner, deutscher Schachspieler († 2025)
- 09. November: Luiz Felipe Scolari, brasilianischer Fußballtrainer
- 09. November: Sharon Stouder, US-amerikanische Schwimmerin († 2013)
- 11. November: Bernhard Lehmann, deutscher Bobfahrer und Handballspieler
- 12. November: Egon Schmitt, deutscher Fußballspieler
- 14. November: Eva Paskuy, deutsche Handballspielerin
- 14. November: Jimmy Young, US-amerikanischer Boxer († 2005)
- 19. November: Eduard Stöllinger, österreichischer Motorradrennfahrer († 2006)
- 20. November: Gunnar Nilsson, schwedischer Automobilrennfahrer († 1978)
- 20. November: Kenjirō Shinozuka, japanischer Rallyefahrer († 2024)
- 21. November: Werner Lorant, deutscher Fußballspieler und -trainer († 2025)
- 22. November: Radomir Antić, jugoslawischer Fußballspieler und serbischer Fußballtrainer
- 23. November: Norbert Dedeckere, belgischer Radrennfahrer
- 23. November: Gerard Schipper, niederländischer Radrennfahrer († 2025)
- 23. November: Gabriele Seyfert, deutsche Eiskunstläuferin, Weltmeisterin
- 23. November: Reiner Calmund, deutscher Fußballfunktionär
- 26. November: Krešimir Ćosić, kroatischer Basketballspieler († 1995)

### Dezember
- 01. Dezember: Luciano Re Cecconi, italienischer Fußballspieler († 1977)
- 01. Dezember: Guy Tunmer, südafrikanischer Automobilrennfahrer († 1999)
- 02. Dezember: Haukur Angantýsson, isländischer Schachspieler († 2012)
- 02. Dezember: Antonín Panenka, tschechoslowakischer Fußballspieler
- 12. Dezember: Roelof Wunderink, niederländischer Automobilrennfahrer
- 13. Dezember: Lillian Board, britische Leichtathletin († 1970)
- 15. Dezember: Ammante Jalmaani, philippinischer Schwimmer († 2021)
- 19. Dezember: Reinhard Rietzke, deutscher Fußballtorhüter
- 20. Dezember: George Dyer, US-amerikanischer Automobilrennfahrer
- 21. Dezember: Werner Klatt, deutscher Ruderer († 2022)
- 23. Dezember: Bernhard Bergmann († 2020)
- 23. Dezember: Stefan Dörflinger, Schweizer Motorradrennfahrer
- 23. Dezember: Jack Ham, US-amerikanischer American-Football-Spieler
- 24. Dezember: Stan Bowles, englischer Fußballspieler († 2024)

## Gestorben

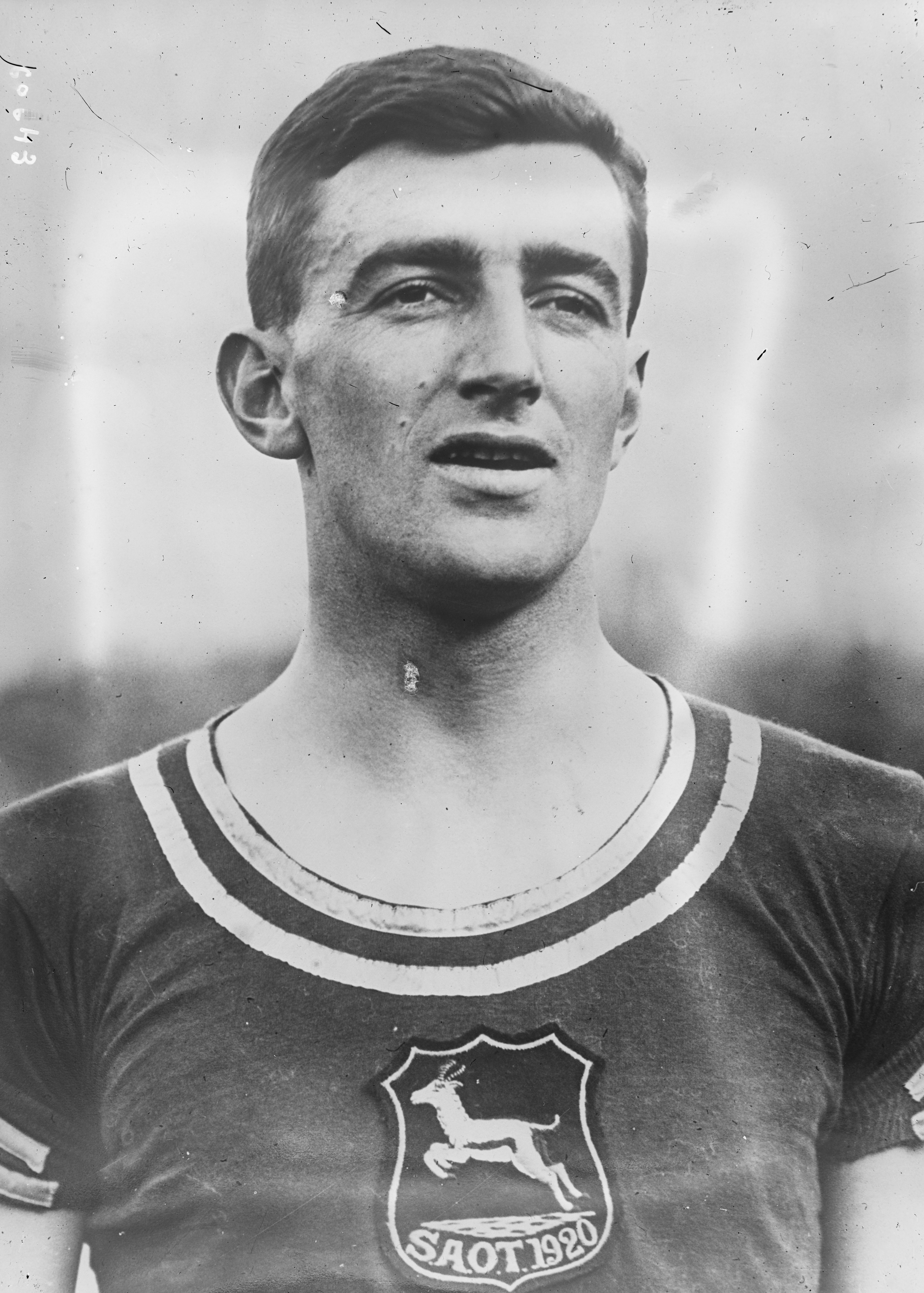
Bevil Rudd

### Januar
- 06. Januar: Giulio Gaudini, italienischer Fechter (* 1904)
- 13. Januar: Walter Riemann, deutscher Schwimmer und Schwimmsportfunktionär (* 1878)
- 23. Januar: Ferrer Dertônio, brasilianischer Radrennfahrer (* 1897 od. 1913)
- 30. Januar: Evelyn Montague, britischer Leichtathlet (* 1900)
- 000Januar: Karel Wälzer, tschechoslowakischer Eishockeytorhüter (* 1888)

### Februar
- 02. Februar: Bevil Rudd, südafrikanischer Leichtathlet und Olympiasieger (* 1894)
- 06. Februar: Jay Clark, US-amerikanischer Sportschütze (* 1880)
- 08. Februar: Alf Aanning, norwegischer Turner (* 1895)
- 08. Februar: Gustav Schuft, deutscher Gerätturner (* 1876)
- 16. Februar: István Barta, ungarischer Wasserballspieler (* 1895)
- 18. Februar: Renato Balestrero, italienischer Automobilrennfahrer (* 1898)
- 23. Februar: Hermann Weber, deutscher Motorrad-Konstrukteur und -rennfahrer (* 1896)
- 24. Februar: Réginald Storms, belgischer Sportschütze und Tennisspieler (* 1880)
- 26. Februar: Marion Ashmore, US-amerikanischer American-Football-Spieler (* 1899)

### März
- 02. März: Algernon Maudslay, britischer Segler (* 1873)
- 03. März: Otto Haug, norwegischer Leichtathlet (* 1876)
- 11. März: Felix Linnemann, 4. Präsident des DFB (* 1882)
- 12. März: Domenico Mordini, italienischer Segler (* 1898)

### April
- 05. April: Leopold Dirtl, österreichischer Motorradrennfahrer (* 1890)
- 12. April: Curt Sjöberg, schwedischer Turner (* 1948)
- 14. April: Jean Chastanié, französischer Leichtathlet (* 1875)
- 17. April: Johnny Madden, schottischer Fußballspieler und -trainer (* 1865)
- 18. April: André Audinet, französischer Leichtathlet (* 1898)
- 18. April: Thomas Robertson-Aikman, britischer Curlingspieler und Sportfunktionär (* 1860)
- 19. April: Charles Campbell, britischer Segler (* 1881)
- 21. April: Paul de Borman, belgischer Tennisspieler (* 1879)
- 27. April: Cliff Crowley, kanadischer Eishockeyspieler (* 1906)
- 28. April: Walter Krause, deutscher Fußballspieler (* 1896)
- 28. April: Robert Murray, britischer Sportschütze (* 1870)
- 000April: Claire Guttenstein, belgische Schwimmerin (* 1886)

### Mai
- 02. Mai: Svend Langkjær, dänischer Leichtathlet (* 1886)
- 09. Mai: Paul Hunder, deutscher Fußballspieler (* 1884)
- 12. Mai: Édouard Vanzeveren, französischer Schwimmer (* 1905)
- 16. Mai: Ralph Hepburn, US-amerikanischer Motorrad- und Automobilrennfahrer (* 1896)
- 29. Mai: Alf Jacobsen, norwegischer Segler (* 1885)
- 29. Mai: Albert Séguin, französischer Turner (* 1891)

### Juni
- 02. Juni: Georges Casse, französischer Automobilrennfahrer (* 1890)
- 05. Juni: William Grosvenor, britischer Sportschütze (* 1869)
- 05. Juni: Fritz Preissler, deutschböhmischer Rennrodler (* 1908)
- 07. Juni: Jack Montgomery, US-amerikanischer Reiter und Polospieler (* 1881)
- 09. Juni: Hendrik Johansen, dänischer Turner (* 1889)
- 12. Juni: Gyula Glykais, ungarischer Fechter (* 1893)
- 17. Juni: Arturo Bresciani, italienischer Radrennfahrer (* 1899)
- 22. Juni: John F. Foulkes, kanadischer Tennisspieler (* 1872)
- 22. Juni: Paul Nedelcovici, rumänischer Rugbyspieler (* 1899)

### Juli
- 01. Juli: Omobono Tenni, italienischer Motorradrennfahrer (* 1905)
- 01. Juli: Achille Varzi, italienischer Rennfahrer (* 1904)
- 04. Juli: Christian Kautz, Schweizer Automobilrennfahrer (* 1913)
- 08. Juli: George Mehnert, US-amerikanischer Ringer (* 1881)
- 09. Juli: Heinrich Landrock, deutscher Ruderer (* 1890)
- 11. Juli: John Anderson, US-amerikanischer Diskuswerfer (* 1907)
- 12. Juli: Adolf Kainz, österreichischer Kanute (* 1903)
- 16. Juli: Dominique Lamberjack, französischer Radsportler, Motorrad- und Automobilrennfahrer sowie Unternehmer (* 1878)
- 18. Juli: Daniel Kehr, französischer Turner (* 1882)
- 23. Juli: Marie Baron, niederländische Schwimmerin (* 1908)
- 24. Juli: John Sandblom, schwedischer Segler (* 1871)
- 27. Juli: Woolf Barnato, britischer Finanzier-, Automobilrennfahrer- und Cricketspieler (* 1895)
- 28. Juli: Luigi Magnotti, italienischer Radrennfahrer (* 1895)
- 31. Juli: George Adee, US-amerikanischer American-Football-Spieler und Tennisfunktionär (* 1874)
- 31. Juli: Nigel Barker, australischer Leichtathlet (* 1883)

### August
- 04. August: Kristoffer Olsen, norwegischer Segler (* 1883)
- 05. August: Montagu Toller, britischer Cricketspieler (* 1871)
- 16. August: Paul Pedersen, norwegischer Turner (* 1886)
- 16. August: Babe Ruth, US-amerikanischer Baseballspieler (* 1895)
- 20. August: Carl Hårleman, schwedischer Turner und Stabhochspringer (* 1886)
- 27. August: Carl Møller, dänischer Ruderer (* 1887)
- 29. August: Half Moon, kanadischer Lacrossespieler (* 1872)

### September
- 05. September: Ernest Barberolle, französischer Ruderer (* 1861)
- 17. September: Édouard Brisson, französischer Automobilrennfahrer (* 1882)
- 25. September: George Davidson, neuseeländischer Sprinter (* 1898)

### Oktober
- 07. Oktober: Edgar Leonard, US-amerikanischer Tennisspieler (* 1881)
- 11. Oktober: Gerard Scheurleer, niederländischer Tennisspieler und -trainer (* 1886)
- 20. Oktober: Arthur Garton, britischer Ruderer (* 1889)
- 25. Oktober: Ronald Walker, britischer Gewichtheber (* 1907)
- 29. Oktober: Poul Hansen, dänischer Ringer (* 1891)

### November
- 01. November: John Henriksson, finnischer Schwimmer (* 1883)
- 05. November: Heinrich Rondi, deutscher Gewichtheber, Tauzieher und Ringer (* 1877)
- 08. November: Jean-Pierre Muller, luxemburgischer Radrennfahrer (* 1910)
- 08. November: Zdeněk Jarkovský, tschechoslowakischer Eishockeystorhüter (* 1918)
- 08. November: Karel Stibor, tschechoslowakischer Eishockeyspieler (* 1924)
- 08. November: Ladislav Troják, tschechoslowakischer Eishockeyspieler (* 1914)
- 10. November: Trygve Smith, norwegischer Tennisspieler und Skisportler (* 1880)
- 15. November: David Kneeland, US-amerikanischer Marathonläufer (* 1881)
- 19. November: Mannes Francken, niederländischer Fußballspieler (* 1888)
- 21. November: Hans Matthiae, deutscher Ruderer (* 1884)
- 28. November: George Horine, US-amerikanischer Leichtathlet (* 1890)

### Dezember
- 01. Dezember: Henri Hazebrouck, französischer Ruderer (* 1877)
- 18. Dezember: Charles Bennett, britischer Leichtathlet (* 1871)
- 20. Dezember: Eustace Miles, britischer Jeu-de-Paume-Spieler (* 1868)
- 20. Dezember: Neil Patterson, US-amerikanischer Hochspringer (* 1885)
- 25. Dezember: Carl Abrahamsson, schwedischer Eishockeyspieler (* 1896)
- 30. Dezember: André Roffi, französischer Marathonläufer (* 1882)
- 31. Dezember: Malcolm Campbell, englischer Rennsportler und Journalist (* 1885)

### Datum unbekannt
- Hans Aichele, Schweizer Bobfahrer (* 1911)
- José Beltrão, portugiesischer Springreiter (* 1905)
- Hans Fraberger, österreichischer Boxer (* 1905)